# 水野繁
水野 繁（みずの しげる、1929年9月16日 - 2014年9月17日）は、日本の官僚、実業家。大蔵官僚として国税庁長官などを務め、日本たばこ産業社長、整理回収銀行社長、東京経済大学理事長などを歴任した。

## 経歴
群馬県に生まれ、戦闘機乗りを志して仙台陸軍幼年学校に学び、後に東京大学へ進む。
1953年に東京大学法学部法律学科を卒業して大蔵省に入省。入省同期に吉野良彦、大場智満、宮下創平、津島雄二、楢崎泰昌らがいる。銀行局検査部管理課に配属。同年8月に銀行局総務課。1955年から1957年、1968年から1971年には近畿財務局に勤務し、参事官だった1972年には神戸証券取引所の争議の解決に関わった。理財局総務課長などを務めた後、1978年5月1日に大臣官房審議官（大臣官房担当）、同年6月17日に近畿財務局長、1979年7月10日に大臣官房審議官（大臣官房調査企画課担当）、1982年6月1日に証券局長となり、1983年6月から1985年6月にかけて国税庁長官を務めたのを最後に退官した。
退官後は、1985年から1987年にかけて社団法人信託協会副会長を経て、1987年6月に日本たばこ産業 (JT) の代表取締役副社長となり、翌1988年6月に代表取締役社長に昇格して1994年6月まで在職した。社長在任中は、株式上場に向けた取り組みを推し進めた。
その後、1996年9月に整理回収銀行（後の整理回収機構）の代表取締役社長となり、1999年3月まで在職した後、相談役、顧問となった。
この間、1996年に学校法人東京経済大学の理事となり、2004年には、国立大学法人に移行した政策研究大学院大学の理事となった。
2002年秋の叙勲では、税務行政功労として勲二等旭日重光章を受章した。
2005年には、学校法人東京経済大学理事長となり、2008年までその任にあった。
2014年9月17日、胸膜炎のため死去。享年85歳。
この他にも財団法人日本国際協力システム理事（1989年 - 1995年）など、多数の役職を歴任した。